# 진자 (도시)
진자(Jinja)는 우간다 남동부에 위치한 도시로 동부 주의 주도이자 진자 구의 행정 중심지이다. 빅토리아호 연안과 백나일강이 흐르는 지점에 위치하며 수도 캄팔라에서 동쪽으로 약 81km 정도 떨어진 곳에 위치한다.
1907년 부소가 남동부에 신설되었으며 수도 캄팔라에 이어 우간다에서 두 번째로 상업이 발달한 도시이다.